# Soanien
Het Soanien is een archeologische industrie van het Vroegpaleolithicum in Zuid-Azië. Bij de Soanrivier op het Potwar-plateau zijn stenen werktuigen gevonden variërend van Mode 1 tot Mode 3 levallois. Vondsten vergelijkbaar met de Soan-industrie zijn ook verder naar het oosten gedaan, tot aan de Siwaliks.
De benaming is afkomstig van De Terra die bij de Soanrivier opgravingen deed met Paterson.